# Prolongation de la durée de vie humaine

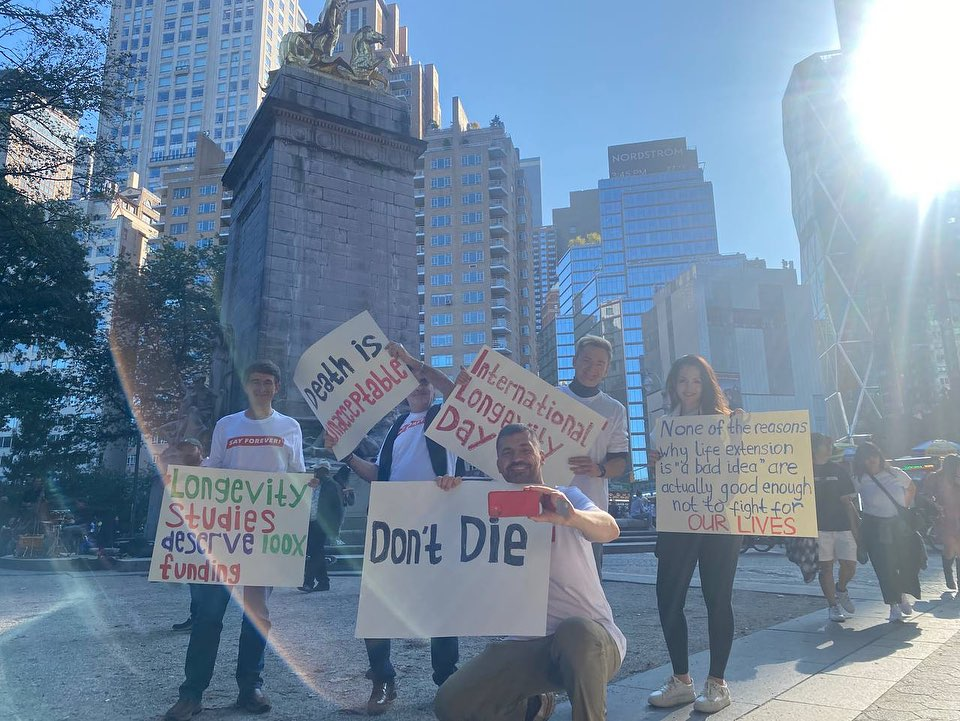
Manifestation dédiée à la Journée internationale de la longévité en 2023 aux États-Unis, à New York.

La science du prolongement de la durée de vie humaine, parfois aussi appelée médecine anti-âge est l'étude du ralentissement, de l'arrêt ou de l'inversion des processus de vieillissement pour prolonger la durée de vie maximale et moyenne chez l'homme. En 2018, un essai clinique a révélé que des médicaments anti-vieillissement expérimentaux peuvent protéger les personnes âgées contre des infections respiratoires potentiellement mortelles en rajeunissant leur système immunitaire. D'autres traitements sont au stade des tests cliniques chez l'humain.
Pour certains chercheurs ainsi que pour certains penseurs notamment en lien avec le transhumanisme les futures découvertes dans les domaines du rajeunissement tissulaire, des cellules souches, de la médecine régénérative et le remplacement d'organes (tels que les organes artificiels, la bioimpression ou les xénotransplantations) permettront éventuellement à l'être humain d'augmenter sa durée de vie, voire d'atteindre une durée de vie indéfinie grâce au maintien d'un état de jeunesse et de bonne santé. Si l'extension de la vie devenait une réalité, cela aurait des implications éthiques et sociétales importantes. Ces questions sont notamment débattues par les bioéthiciens.
La vente de prétendus produits anti-âge tels que les suppléments alimentaires et hormonaux constitue une industrie mondiale lucrative. Par exemple, l'industrie qui encourage l'utilisation des hormones comme traitement pour les consommateurs afin de ralentir ou d'inverser le processus de vieillissement sur le marché américain a généré environ 50 milliards de dollars de recettes en 2009. L'efficacité et l’innocuité de ces produits n'ont pas été prouvées,,,.

## Traitements probablement efficace en 2018

### Inhibiteurs mTOR
En 2018, un essai clinique a révélé que des médicaments anti-vieillissement expérimentaux pouvaient protéger les personnes âgées contre des infections respiratoires potentiellement mortelles en rajeunissant leur système immunitaire. La plupart des adultes d'âge moyen pourraient bénéficier du traitement à court terme. Les inhibiteurs mTOR semblent faire rajeunir la fonction immunitaire chez les personnes âgées en bonne santé.

## Recherches en cours
Liste de recherches prometteuses en cours en 2017 :

### SERPINE1
L'inhibiteur 1 de l'activateur du plasminogène (PAI-1) associé au gène SERPINE1 est connu pour être un composant clé du sécrétome (c'est-à-dire des protéines sécrétées par les cellules à un instant donné et sous certaines conditions) lié à la sénescence et un médiateur direct de la sénescence cellulaire. Dans des modèles murins au vieillissement accéléré, la déficience génétique et l'inhibition ciblée de PAI-1 protègent contre les pathologies liées au vieillissement et prolongent la durée de vie des cobayes. L'observation de familles Amish porteuse de mutations de SERPINE1 nulle, c'est-à-dire des mutations produisant un allèle non fonctionnel, a montré que ses membres avaient une durée de vie plus longue. L'hétérozygotie était associée à des télomères leucocytaires significativement plus longs, des taux d'insuline à jeun plus bas et à une prévalence plus faible du diabète sucré. L'effet causal de PAI-1 sur la longévité humaine pourrait être donc le résultat d'altérations du métabolisme.

### Sénescence cellulaire
L'accumulation de cellules sénescentes est lié à l'âge et a des conséquences néfastes. Ces cellules non proliférantes occupent des niches cellulaires clés et élaborent des cytokines pro-inflammatoires, contribuant aux maladies et à la morbidité liées au vieillissement. L'abondance des cellules sénescentes dans un organisme permettrait de prédire in vivo l'âge « moléculaire », par opposition à l'âge chronologique. La destruction de ces cellules sénescentes permettrait donc d'atténuer les pathologies associées au vieillissement.
FOXO4 est une protéine codée par le gène FOXO4 chez les humains qui est situé sur le bras long du chromosome X. Cette protéine joue un rôle pivot dans la viabilité des cellules sénescentes. En créant une peptide pour perturber l’interaction de FOX04 avec p53, une étude a réussi à déclencher l'apoptose des cellules sénescentes. Ce peptide FOXO4 a permis notamment de restaurer la forme physique, la densité de la fourrure et la fonction rénale chez des souris transgéniques à vieillissement rapide et chez des souris naturellement âgées. Ainsi, le ciblage thérapeutique des cellules sénescentes est faisable dans des conditions où une perte de santé a déjà eu lieu, et, ce faisant, l'homéostasie tissulaire peut être efficacement restaurée.
Une étude parue début 2016 dans Nature a montré que l'activation forcée de l'apoptose chez les cellules sénescentes chez des souris permet d'augmenter leur espérance de vie de 25 %,.

### Gène KL (Klotho)
Le gène KL est un gène responsable de la synthèse de la protéine Klotho qui est impliquée dans le processus de vieillissement. Il est situé sur le chromosome 13 humain. En 1997, une étude publiée dans Nature montre qu'un défaut d'expression du gène klotho chez la souris entraîne un syndrome qui ressemble au vieillissement humain : une durée de vie réduite, une infertilité, de l'artériosclérose, de l'atrophie cutanée, de l'ostéoporose et de l'emphysème. Des études ont montré que la surexpression de Klotho chez la souris augmentait à l'inverse leur espérance de vie. La protéine de Klotho fonctionne comme une hormone circulante qui se lie à un récepteur de surface cellulaire et réprime les signaux intracellulaires de l'insuline et du facteur de croissance analogue à l'insuline 1 (IGF1), un mécanisme conservé par l'évolution pour son rôle dans la prolongation de la durée de vie. D'autres études ont trouvé que sa surexpression augmentait la plasticité synaptique et améliorait la cognition chez des souris génétiquement modifiées. De manière surprenante, une étude a trouvé que malgré l'imperméabilité à la barrière hémato-encéphalique, l'administration périphérique de fragment de protéine α-klotho (αKL-F) induisait une amélioration cognitive et une résilience neurale chez les souris jeunes et âgées.

### Facteurs sanguins
Selon une étude parue dans Nature en 2017, l'administration de plasma de cordon humain revitalise l'hippocampe et améliore la fonction cognitive chez les souris âgées. L'inhibiteur tissulaire des métalloprotéinases 2 (TIMP2) est un facteur sanguin présent naturellement dans le plasma de cordon humain, le plasma de souris jeunes et l'hippocampe de souris jeunes. Lorsqu'il est administré à des souris âgées, il se retrouve dans le cerveau où il augmente la plasticité synaptique et la cognition de l'hippocampe.
Selon cette étude, le traitement de coupes cérébrales avec l'anticorps du TIMP2 empêche la potentialisation à long terme, ce qui suggère un rôle jusque-là inconnu de TIMP2 dans la fonction hippocampique normale. Ces résultats permettent d'envisager d'utiliser les protéines contenues dans le sang de cordon humain pour améliorer la plasticité synaptique et traiter les dysfonctionnements de l'hippocampe liés à l'âge ou à la maladie.

### Restriction alimentaire
Des rats nourris avec un régime proche de la famine voient leur espérance de vie augmenter jusqu'à 45 %. Une étude parue dans Nature en 2016 rapporte que des souris transgéniques au vieillissement accéléré soumises à une restriction alimentaire de 30% voyaient leur durée de vie médiane tripler ainsi que de nombreux aspects du vieillissement accéléré retardés fortement . Les souris conservaient 50% plus de neurones et une mobilité motrice complète bien au-delà de la durée de vie des souris nourries normalement. Ces recherches suggèrent qu'une thérapie de type restriction alimentaire pourrait être envisagée pour les syndromes d'instabilité du génome humain et éventuellement les maladies de neurodégénérescence en général.
La metformine est utilisé comme un medicament pour traiter le diabète. Il est maintenant considéré comme un potentiel traitement anti-vieillissement après que des scientifiques se soient aperçus après avoir examiné les dossiers médicaux des patients traités que ces personnes avaient non seulement beaucoup moins de chances de mourir que les autres diabétiques mais que leur taux de mortalité était inférieur de 15% à celui des autres patients. La metformine abaisse le taux de sucre dans le sang ce qui est similaire à un régime hypocalorique.
Le Rapamycine est un inhibiteur d'immunité utilisé notamment lors de greffes d'organes pour éviter les rejets. Trois études américaines citées par la revue Nature ont montré une augmentation de l'espérance de vie chez les souris, en particulier celles âgées, mais au détriment du système immunitaire. Le rapamycine inhibe la détection des nutriments imitant ainsi une restriction calorique.

### Horloges circadiennes
Les processus du vieillissement et les rythmes circadiens sont intimement liés. Des études ont montré qu'une restriction calorique prolongeait la durée de vie chez plusieurs organismes et modifie le métabolisme circadien. Cette modification des horloges biologiques semble être très dépendante des tissus biologiques. Ces changements surviennent en particulier dans le foie. L'acétylation des protéines cycliques cesse généralement chez les vieilles souris. La restriction alimentaire entraîne une réactivation de la transcription par hyperacétylation comme chez les souris jeunes. Cela signifie que le nombre de gènes activés cycliquement augmente lors d'une restriction alimentaire. Cette augmentation est également observée chez les souris jeunes : de 4200 à 6300 chez les souris jeunes et de 3200 à 5200 chez les souris âgées. Le nombre de gènes activés cycliquement est naturellement d'environ un quart plus faible chez les souris âgées que chez les souris jeunes (environ 3200 contre 4200). L'amplitude des battements de l'horloge circadienne augmente additionnellement lors d'une restriction alimentaire.

### Cellules souches pluripotentes induites
Il est possible de reprogrammer des cellules différenciées pour induire un retour à la pluripotence et inverser l'âge cellulaire. Une étude de 2016 parue dans Cells a montré qu'une reprogrammation partielle de cellules in vivo permet d'améliorer les caractéristiques cellulaires et physiologiques et prolonge la durée de vie chez des souris transgéniques au vieillissement prématuré. Ces recherches soulignent notamment le rôle de la dérégulation épigénétique en tant que moteur du vieillissement chez les mammifères.

### Prolongement des télomères
Les télomères raccourcissent avec l’âge, l’inflammation et le stress (voir aussi Limite de Hayflick). Des études ont montré que des télomères courts sont associés à un risque plus élevé de maladies liées à l’âge. Il a également été démontré que l'extension des télomères a réussi à inverser certains signes du vieillissement chez les souris de laboratoire, et l'espèce de ver nématode Caenorhabditis elegans.

### Excitation neuronale
De nouvelles recherches ont établi un lien moléculaire entre le cerveau et le vieillissement et montrent que les neurones hyperactifs peuvent réduire la durée de vie. Chez Caenorhabditis elegans, l'inhibition de l'activité neuronale allonge la durée de vie. Cynthia Kenyon, professeure émérite à l'Université de Californie, témoigne :
« les mutants daf-2 étaient les choses les plus incroyables que j'aie jamais vues. Ils étaient actifs et en bonne santé et vivaient plus de deux fois plus longtemps que la normale ».
Une étude de 2019 a découvert que le cerveau des humains à longue durée de vie présente des niveaux anormalement faibles de protéines impliquées dans l'excitation des neurones en comparaison avec le cerveau des personnes mortes beaucoup plus jeunes.
Les gènes impliqués chez l'homme (REST) et les vers (daf-16 (en)) dans l'excitation neuronale influeraient d'une manière ou d'une autre la cascade de signalisation de l'insuline.
L'excitation neuronale n'est pas liée à des états d'humeur ou d'activité intellectuelle particuliers. C'est-à-dire qu'il ne faut pas déduire de ces recherches que réfléchir fait vieillir prématurement.

## Le vieillissement comme maladie
Le développement d'un traitement anti-âge reste difficile car le vieillissement n'est pas reconnu comme une maladie. Il est difficile de déterminer l'impact sur l'âge biologique d'un traitement et pour pouvoir mesurer une augmentation de l'espérance de vie hypothétique, une étude clinique devrait attendre la mort naturelle des patients ce qui pourrait prendre des décennies. Cependant, le vieillissement est le principal facteur de risque pour de nombreuses maladies humaines, combattre le vieillissement permettrait de prévenir de nombreuses maladies liées à l'âge. Le biologiste David Sinclair, impliqué dans certaines entreprises pharmaceutiques, teste, notamment sur lui-même et sur ses proches, des compléments alimentaires ralentissant voire renversant le processus de vieillissement et des maladies.

## Investissements
Google a investi 1,5 milliard de dollars dans une spin-out anti-vieillissement appelée Calico. L'entreprise est un groupe de recherche universitaire d'élite de plus de 100 employés dont une des missions est de trouver un biomarqueur du vieillissement.
Larry Ellison, cofondateur d'Oracle, a donné 335 millions de dollars à des scientifiques pour étudier le vieillissement avant de réorienter les subventions de sa fondation pour l'élimination de la poliomyélite en 2013.
L'investisseur Peter Thiel a fait un don pour le traitement du vieillissement.
En janvier 2018, l'incubateur de start-up Y Combinator lance un appel aux entreprises visant augmenter la longévité humaine. Les startups intéressées peuvent obtenir entre 500 000 et 1 million de dollars.

## Éthique
Leon Kass (président du US President's Council on Bioethics de 2001 à 2005) s'est demandé si l'exacerbation potentielle des problèmes de surpopulation rendrait la prolongation de la vie humaine contraire à l'éthique :

« Le simple fait de convoiter une durée de vie prolongée pour nous-mêmes est à la fois un signe et une cause de notre incapacité à nous ouvrir à la procréation et à toute finalité supérieure… Le désir de prolonger la jeunesse n'est pas seulement un désir enfantin de manger sa vie et de la garder ; c'est aussi l'expression d'un désir enfantin et narcissique incompatible avec la dévotion à la postérité. »

John Harris, ancien rédacteur en chef du Journal of Medical Ethics, soutient que tant que la vie vaut la peine d'être vécue, selon la personne elle-même, nous avons un puissant impératif moral de sauver la vie et donc de développer et d'offrir des thérapies de prolongation de la vie à ceux qui le désirent.
Le philosophe transhumaniste Nick Bostrom soutient que tout progrès technologique en matière de prolongation de la vie humaine doit être équitablement réparti et non pas limité à quelques privilégiés.